# 沃克敦 (北卡羅萊納州)
沃克敦（英語：Walkertown）是一個位於美國北卡羅萊納州福賽斯縣的城鎮。

## 人口
根據2020年美國人口普查的數據，沃克敦的面積為17.40平方千米，當中陸地面積為17.35平方千米，而水域面積為0.05平方千米。當地共有人口5692人，而人口密度為每平方千米327人。